# 469 a.C.
Il 469 a.C. (CDLXIX a.C. in numeri romani) è un anno  del V secolo a.C.

## Eventi
- Roma: 
  - consoli Tito Numicio Prisco, al secondo consolato, e Aulo Verginio Tricosto Celiomontano.